# California Waiting
"California Waiting" é o terceiro single da banda americana de rock Kings of Leon do seu álbum de estréia Youth and Young Manhood. A canção alcançou a posição n° 51 no UK Singles Chart.

## Faixas
| CD Promo single |                      |         |  |
| N.º             | Título               | Duração |  |
| 1.              | "California Waiting" |         |  |

| 10" vinil (Limitado a 5,000 cópias) |                                           |         |  |
| N.º                                 | Título                                    | Duração |  |
| 1.                                  | "California Waiting"                      |         |  |
| 2.                                  | "Joe's Head" (Ao vivo de Brixton Academy) |         |  |

## Tabelas
| Paradas (2004)                 | Melhor posição |
| ------------------------------ | -------------- |
| Reino Unido (UK Singles Chart) | 61             |